# Agesipolis (Sohn von Kleombrotos II.)
Agesipolis (altgriechisch Ἀγησίπολις Agēsípolis) war der älteste Sohn des spartanischen Königs Kleombrotos II. und der Chilonis, der Tochter des Königs Leonidas II. Er stammte aus dem Hause der Agiaden.
Sein Sohn Agesipolis war der letzte König aus diesem Königshaus. Da dieser bei Amtsantritt noch ein Kind war, wurde Agesipolis’ Bruder Kleomenes sein Vormund.